# 因幡社駅
因幡社駅（いなばやしろえき）は、鳥取県鳥取市用瀬町宮原にある西日本旅客鉄道（JR西日本）因美線の駅である。

## 歴史
- 1923年（大正12年）6月5日：鉄道省因美線用瀬 - 智頭間延伸時に開設[1]。
  - 当時の所在地表示は鳥取県八頭郡社村宮原であった[1]。
- 1928年（昭和3年）3月15日：因美南線開通に伴い、因美線が因美北線に改称、当駅もその所属となる[2]。
- 1932年（昭和7年）7月1日：鳥取 - 津山間全通に伴い、因美北線が現在の因美線の一部となり、当駅もその所属となる[3]。
- 1955年（昭和30年）3月31日：用瀬町（第2次）成立に伴い、所在地表示が鳥取県八頭郡用瀬町宮原となる。
- 1962年（昭和37年）9月1日：貨物取扱廃止[4]。
- 1970年（昭和45年）10月1日：荷物扱い廃止[4]、無人駅化[5]。その後、簡易委託駅化[6]。
- 1987年（昭和62年）4月1日：国鉄分割民営化に伴い、西日本旅客鉄道（JR西日本）の駅となる[4]。
- 2004年（平成16年）11月1日：用瀬町が鳥取市に編入され、所在地表示が鳥取県鳥取市用瀬町宮原となる。

## 駅構造
智頭方面に向かって左側に単式ホーム1面1線を有する地上駅（停留所）。以前は相対式ホーム2面2線であったが、片側の線路（2番線）は撤去された。そのため、現在は駅舎側1番線ホームのみを智頭方面行・鳥取方面行双方が共用している。木造駅舎を備える。
鳥取鉄道部管理の無人駅。

## 利用状況
鳥取市統計要覧によると、2020年度の年間乗車人員は0.4万人で、1日平均乗車人員は14人と算出出来る。
近年の乗車人員の推移は以下の通り。
| 年度   | 年間 乗車人員 | 1日平均 乗車人員 | 1日平均 乗降人員 |
| ------ | ------------- | ---------------- | ---------------- |
| 2008年 | 1万           | 27               |                  |
| 2009年 | 1万           | 27               |                  |
| 2010年 | 1.3万         | 36               |                  |
| 2011年 | 1.4万         | 38               | 76               |
| 2012年 | 1.3万         | 36               | 70               |
| 2013年 | 1.3万         | 36               | 76               |
| 2014年 | 1.4万         | 38               | 58               |
| 2015年 | 1万           | 27               | 52               |
| 2016年 | 0.9万         | 25               | 40               |
| 2017年 | 0.7万         | 19               | 39               |
| 2018年 | 0.8万         | 22               | 46               |
| 2019年 | 0.7万         | 19               | 40               |
| 2020年 | 0.5万         | 14               |                  |

## 駅周辺
- 因幡社郵便局
- 国道53号
- 国道373号
- 岡山県道・鳥取県道118号加茂用瀬線

## 隣の駅
西日本旅客鉄道（JR西日本）
 因美線
用瀬駅 - 因幡社駅 - 智頭駅